# 蒙得恩
蒙得恩（1806年—1861年），壮族人，清广西省浔州府平南县大朋花王水馬鈴村人，太平天國高官，受天王洪秀全寵信，封「贊王」。原名上升，為了避上帝諱而先改名得天，后避洪秀全的天王字讳再改為得恩:99。

## 生平
蒙得恩出身于平南县的佃農家庭，农闲时做小商贩。1850年，他带着儿子蒙时雍加入拜上帝會。洪秀全发动金田起義时，蒙得恩于农历九月十三日，烧毁花王水的自家房舍，带领全家，集合花王水的拜上帝会会众，向金田团营出发:99—100。
1851年，任御林侍衛，次年二月（按太平天國曆法計，下同）升為指揮，八月被革職，十二月又恢復原職。1853年七月升檢點，十月升春官又正丞相，負責女營事宜。1856年天京事變後，太平天國朝中乏人，蒙得恩後來任中軍主將、正掌率，「朝中内外之事悉归其制」。
1859年六月，蒙得恩封贊王。1861年五月，蒙得恩病逝:98。
1975年，广西民族学院政治系太平天国调查组师生和平南县文化馆人员在平南县大朋公社发现蒙得恩五世祖母的墓碑。相关文章认为两座墓碑和调查访问材料“有助于了解太平天国历史中的几个问题，有助于批判反动派对太平天国和蒙得恩父子的污蔑，是有一定的价值的:43”。日后，两座墓碑和蒙得恩故居遗址列为平南县文物保护单位。
- 太平天国赞王蒙得恩教化岭五世祖父墓碑，位于大鹏镇大山村教化岭
- 太平天国赞王蒙得恩更垌五世祖母墓碑，位于大鹏镇花王村更垌
- 蒙得恩故居遗址，位于大鹏镇大山村马玲屯

## 子
- 蒙时雍，赞嗣君，1861年袭爵赞王。